# 16067 Brandonfan
16067 Brandonfan este o planetă minoră (asteroid), cu un diametru de 10,028 km, din centura de asteroizi. A fost descoperită pe 7 septembrie 1999 la Experimental Test Site⁠(d) de Lincoln Near-Earth Asteroid Research. 
Obiectul prezintă o orbită caracterizată de o semiaxă mare de 2,993038 UAi, o excentricitate de 0,05, o înclinație de 9,16716 ° în raport cu ecliptica.